# Coppa delle Nazioni 1947
La Coppa delle Nazioni 1947 è stata la 21ª edizione dell'omonima competizione di hockey su pista. Il torneo, organizzato dal Montreux Hockey Club, ha avuto inizio il 4 aprile e si è concluso il 7 aprile 1947.
Il trofeo è stato conquistato dalla Selezione di Lisbona per la prima volta nella sua storia.

## Squadre partecipanti
- Espanyol
- Herne Bay United
- Klopstokia
- Lione
- Selezione di Lisbona
- Montreux
- Monza

## Risultati
| Montreux 4 aprile 1947 | Montreux | 0 – 6 | Espanyol |  |

| Montreux 4 aprile 1947 | Lione | 1 – 0 | Espanyol |  |

| Montreux 4 aprile 1947 | Herne Bay United | 5 – 3 | Selezione di Lisbona |  |

| Montreux 4 aprile 1947 | Montreux | 0 – 4 | Klopstokia |  |

| Montreux 4 aprile 1947 | Monza | 4 – 2 | Klopstokia |  |

| Montreux 5 aprile 1947 | Selezione di Lisbona | 6 – 3 | Espanyol |  |

| Montreux 5 aprile 1947 | Lione | 0 – 5 | Monza |  |

| Montreux 5 aprile 1947 | Selezione di Lisbona | 11 – 0 | Klopstokia |  |

| Montreux 5 aprile 1947 | Herne Bay United | 4 – 3 | Espanyol |  |

| Montreux 6 aprile 1947 | Montreux | 1 – 1 | Monza |  |

| Montreux 6 aprile 1947 | Klopstokia | 2 – 5 | Espanyol |  |

| Montreux 6 aprile 1947 | Lione | 2 – 11 | Selezione di Lisbona |  |

| Montreux 6 aprile 1947 | Montreux | 4 – 3 | Herne Bay United |  |

| Montreux 6 aprile 1947 | Herne Bay United | 4 – 3 | Klopstokia |  |

| Montreux 6 aprile 1947 | Selezione di Lisbona | 4 – 1 | Monza |  |

| Montreux 6 aprile 1947 | Montreux | 1 – 2 | Lione |  |

| Montreux 7 aprile 1947 | Montreux | 1 – 7 | Selezione di Lisbona |  |

| Montreux 7 aprile 1947 | Monza | 3 – 2 | Herne Bay United |  |

| Montreux 6 aprile 1947 | Herne Bay United | 4 – 0 | Lione |  |

| Montreux 7 aprile 1947 | Espanyol | 4 – 3 | Monza |  |

| Montreux 6 aprile 1947 | Klopstokia | 4 – 1 | Lione |  |

### Classifica finale
| Pos. | Squadra              | Pt | G | V | N | P | GF | GS | DR  |
| ---- | -------------------- | -- | - | - | - | - | -- | -- | --- |
| 1.   | Selezione di Lisbona | 16 | 6 | 5 | 0 | 1 | 42 | 12 | +30 |
| 2.   | Herne Bay United     | 14 | 6 | 4 | 0 | 2 | 22 | 16 | +6  |
| 3.   | Monza                | 13 | 6 | 3 | 1 | 2 | 17 | 13 | +4  |
| 4.   | Espanyol             | 12 | 6 | 3 | 0 | 3 | 21 | 16 | +5  |
| 5.   | Klopstokia           | 10 | 6 | 2 | 0 | 4 | 17 | 25 | -8  |
| 6.   | Lione                | 10 | 6 | 2 | 0 | 4 | 5  | 26 | -21 |
| 7.   | Montreux             | 9  | 6 | 1 | 1 | 4 | 6  | 22 | -16 |

## Campioni
| Vincitore Coppa delle Nazioni 1947 |
| ---------------------------------- |
| Selezione di Lisbona 1º titolo     |